# Nine League NFLI 2003
La Nine League NFLI 2003 è stata la diciassettesima edizione del terzo livello del campionato italiano di football americano (prima con la denominazione Nine League, prima edizione a 9 giocatori); è stato organizzato dalla NFL Italia.

## Regular season

### Classifica
| Pos. | Squadra            | %V   | G | V | N | P | PF  | PS  |
| ---- | ------------------ | ---- | - | - | - | - | --- | --- |
| 1    | Guelfi Firenze     | .857 | 7 | 6 | 0 | 1 | 240 | 31  |
| 2    | Bengals Brescia    | .714 | 7 | 5 | 0 | 2 | 154 | 103 |
| 3    | Crusaders Cagliari | .714 | 7 | 5 | 0 | 2 | 123 | 82  |
| 4    | Barbari Roma Nord  | .571 | 7 | 4 | 0 | 3 | 118 | 110 |
| 5    | Skorpions Varese   | .571 | 7 | 4 | 0 | 3 | 122 | 120 |
| 6    | Gargoyles Perugia  | .286 | 7 | 2 | 0 | 5 | 47  | 101 |
| 7    | Warriors Torino    | .286 | 7 | 2 | 0 | 5 | 58  | 126 |
| 8    | Redskins Verona    | .000 | 7 | 0 | 0 | 7 | 33  | 222 |

## Playoff
Accedono ai playoff le prime quattro classificate.
|  | Semifinali | Semifinali         | Semifinali |                    |   | I Ninebowl     | I Ninebowl | I Ninebowl |  |
|  |            |                    |            |                    |   |                |            |            |  |
|  | 1          | Guelfi Firenze     | 34         |                    |   |                |            |            |  |
|  | 1          | Guelfi Firenze     | 34         |                    |   |                |            |            |  |
|  | 4          | Barbari Roma Nord  | 8          |                    |   |                |            |            |  |
|  | 4          | Barbari Roma Nord  | 8          |                    | 1 | Guelfi Firenze | 38         |            |  |
|  |            |                    |            |                    | 1 | Guelfi Firenze | 38         |            |  |
|  |            |                    | 3          | Crusaders Cagliari | 6 |                |            |            |  |
|  | 3          | Crusaders Cagliari | 3          | Crusaders Cagliari | 6 | 25             |            |            |  |
|  | 3          | Crusaders Cagliari |            |                    |   |                |            |            |  |
|  | 2          | Bengals Brescia    | 13         |                    |   |                |            |            |  |

### I Ninebowl
Il I Ninebowl si è disputato il 14 giugno 2003 allo Stadio Artemio Franchi di Firenze. L'incontro è stato vinto dai Guelfi Firenze sui Crusaders Cagliari con il risultato di 38 a 6.

## Verdetti
- Guelfi Firenze vincitori del Ninebowl.